# Paul Tucker (Musikproduzent)
Paul Tucker (* 12. August 1968 in London, Vereinigtes Königreich) ist ein britischer Musikproduzent und Songwriter. Er ist am besten als eines der beiden Mitglieder des britischen Musik-Duos Lighthouse Family bekannt.
In seiner Jugend besuchte er die Newcastle University, welche er mit einem doppelten First Class Honours Degree in Französisch und Deutsch abschloss.
Derzeit spielt Tucker in seiner neuen Band The Orange Lights Klavier. Im Jahr 2010 gründeten er und Tunde Baiyewu die 2004 aufgelöste Musikgruppe Lighthouse Family neu.